# Telem (2019)
Telem (hebrejsky תל״ם‎, akronym plného názvu תנועה להתחדשות ממלכתית, Tenu'a le-hitchadšut mamlachtit, doslova „Hnutí za obrození státu“) je izraelská středopravicová politická strana. Stranu založil bývalý ministr obrany Moše Ja'alon a zaregistroval ji 2. ledna 2019 s cílem ucházet se o hlasy ve volbách do Knesetu v dubnu 2019. Následně se připojila k alianci Kachol lavan. Po vstupu Kachol lavan do vlády Ješ atid a Telem 29. března 2020 alianci opustily a místo toho vytvořily v Knesetu frakci s názvem Ješ atid–Telem. Telem krátce poté opustil krátce trvající alianci s Ješ atid. Strana se 1. února 2021 rozhodla, že nebude kandidovat ve volbách do Knesetu v roce 2021.

## Historie
V důsledku konfliktů s premiérem Benjaminem Netanjahuem kvůli střelbě v Hebronu a vstupu Jisra'el bejtenu do Netanjahuovy koalice rezignoval Moše Ja'alon na post ministra obrany. Dne 12. března 2017 se Ja'alon oficiálně vzdal svého členství v Likudu a oznámil, že založí novou stranu, která se postaví Netanjahuovi v nadcházejících volbách v roce 2019. Ja'alon prohlásil, že „byl po desetiletí vojákem Izraele a bude nadále sloužit veřejnosti ve své nové straně“.
Strana byla pojmenována na památku bývalého ministra obrany Moše Dajana a jeho strany Telem. Byla zaregistrována 2. ledna 2019, aby se zúčastnila voleb do Knesetu v dubnu 2019.
Před volbami do Knesetu v dubnu 2019 se Telem spojil se stranami Chosen le-Jisra'el a Ješ atid. Ja'alon se na nové kandidátní listině aliance Kachol lavan umístil na třetím místě. Telem získal ve volbách do Knesetu v dubnu 2019 pět mandátů z 35 mandátů, které získala celá aliance. V následujících volbách do Knesetu v září 2019 strana opět kandidovala jako součást aliance Kachol lavan. Telem si udržel svých pět mandátů z 33 mandátů, které získala celá aliance.
Po volbách do Knesetu v roce 2020 Ješ atid a Telem opustily 29. března 2020 alianci poté, co se do vlády dostala strana Chosen le-Jisra'el. Ješ atid a Telem vytvořily v Knesetu frakci s názvem Ješ atid–Telem.
Frakce Ješ atid–Telem se rozdělila v lednu 2021, před volbami do Knesetu v roce 2021. Ja'alon a jeho strana se 1. února kandidatury vzdali.

## Cíle strany
Cíle strany uvedené v registračních dokumentech jsou:
- Posilování a upevňování Státu Izrael v Zemi izraelské jako židovského, demokratického, bezpečného, prosperujícího a morálního státu a zároveň podpora židovsko-sionistického vzdělávání a hodnot a volba čestného vedení, které se zasazuje o blaho státu a jeho občanů bez ohledu na náboženství, rasu, pohlaví nebo gender.
- Zajištění svrchovanosti a bezpečnosti Státu Izrael a bezpečnosti všech jeho občanů. Strana bude usilovat o dosažení skutečného míru mezi Státem Izrael a jeho sousedy.
- Podpora svobodné a otevřené ekonomiky.
- Usilovat o zlepšení rozvoje státní infrastruktury a služeb a blahobytu občanů země a o snížení byrokracie a regulace pro blaho občanů Izraele ve všech oblastech života: zdravotnictví, vzdělávání, bydlení, doprava, národní infrastruktura, osídlení, zemědělství, sociální péče, osobní bezpečnost a průmysl.
- Působit na nové stanovení národních priorit v oblasti plánování a financování a zároveň maximalizovat využití národních zdrojů a pracovat na dosažení cílů.
- Kultivování kultury a sportu rovnostářským a reprezentativním způsobem, s upřednostněním přidělování prostředků a investic do zdravotně postižených, starších osob a mládeže.

Strana klade velký důraz na rozšiřování osídlení ve sporných oblastech Izraele. Během návštěvy osady Lešem na Západním břehu Jordánu řekl předseda strany Moše Ja'alon: „Naším právem je usadit se na celém území Izraele“. Cvi Hauser, jeden z bývalých poslanců této strany, stál v čele izraelské organizace Golanská koalice, která usiluje o rozšíření židovského osídlení na Golanských výšinách.

## Předsedové
| Předseda | Předseda     | Nástup do úřadu | Konec v úřadu |
| -------- | ------------ | --------------- | ------------- |
|          | Moše Ja'alon | 2019            | Úřadující     |

## Výsledky voleb
| Volby      | Předseda     | Hlasy                     | %                         | Mandátů       | +/–           |
| ---------- | ------------ | ------------------------- | ------------------------- | ------------- | ------------- |
| duben 2019 | Moše Ja'alon | Jako součást Kachol lavan | Jako součást Kachol lavan | 5/120         | ▬             |
| září 2019  | Moše Ja'alon | Jako součást Kachol lavan | Jako součást Kachol lavan | 5/120         | ▬             |
| 2020       | Moše Ja'alon | Jako součást Kachol lavan | Jako součást Kachol lavan | 5/120         | ▬             |
| 2021       | Moše Ja'alon | Nekandidovala             | Nekandidovala             | Nekandidovala | Nekandidovala |

## Členové Knesetu
| Funkční období Knesetu | Členů | Celkem                                                                                 |
| ---------------------- | ----- | -------------------------------------------------------------------------------------- |
| 2019                   | 5     | Moše Ja'alon, Jo'az Hendel, Cvi Hauser, Orly Pruman, Gadi Jevarkan                     |
| 2019–2020              | 5     | Moše Ja'alon, Jo'az Hendel, Cvi Hauser, Orly Pruman, Gadi Jevarkan (do 15. ledna 2020) |
| 2020                   | 5     | Moše Ja'alon, Jo'az Hendel, Cvi Hauser, Orly Pruman, Andrej Kožinov                    |
| 2020-2021              | 3     | Moše Ja'alon, Orly Pruman, Andrej Kožinov                                              |